# Група Пуанкаре

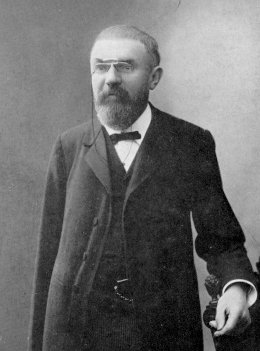
Жуль Анрі́ Пуанкаре́

Група Пуанкаре, Неоднорідна група Лоренца - група, що об'єднує групу Лоренца (однорідну) та групу трансляцій. Відповідно, для 4-простору-часу група - 10-параметрична:
{\displaystyle \ x^{\alpha }{'}=a^{\alpha }+\Lambda _{\beta }^{\alpha }x^{\beta }}.
Інваріантом групи є величина (трансляційно інваріантна, на відміну від інваріанта групи Лоренца)
{\displaystyle \ c^{2}(t_{1}-t_{2})^{2}-(\mathbf {r} _{1}-\mathbf {r} _{2})^{2}={\text{inv}}}.
Група названа на честь Анрі Пуанкаре.

## Генератори та алгебра групи
Перетворення можна записати у матричному вигляді фіктивного 5-вимірного простору-часу:
{\displaystyle \ {\begin{pmatrix}t'\\x'\\y'\\z'\\1\end{pmatrix}}={\begin{pmatrix}\Lambda _{0}^{0}&\Lambda _{1}^{0}&\Lambda _{2}^{0}&\Lambda _{3}^{0}&a^{0}\\\Lambda _{0}^{1}&\Lambda _{1}^{1}&\Lambda _{2}^{1}&\Lambda _{3}^{1}&a^{1}\\\Lambda _{0}^{2}&\Lambda _{1}^{2}&\Lambda _{2}^{2}&\Lambda _{3}^{2}&a^{2}\\\Lambda _{0}^{3}&\Lambda _{1}^{3}&\Lambda _{2}^{3}&\Lambda _{3}^{3}&a^{3}\\0&0&0&0&1\end{pmatrix}}{\begin{pmatrix}t\\x\\y\\z\\1\end{pmatrix}}}.
Якщо використати операторний формалізм, що пов'язує інфінітезимальні оператори з генераторами виразом {\displaystyle \ {\hat {\mathbf {Y} }}_{i}=-({\hat {\mathbf {X} }}_{i})_{\alpha \beta }x_{\beta }\partial _{\alpha }}, то при використанні генераторів 3-поворотів та лоренцевських бустів утворюється шість наступних операторів:
{\displaystyle \ {\hat {L}}_{x}=-({\hat {\mathbf {L} }}_{x})_{01}x_{1}\partial _{0}-({\hat {\mathbf {L} }}_{x})_{10}x_{0}\partial _{1}={\frac {1}{c}}x\partial _{t}+ct\partial _{x},\quad {\hat {L}}_{y}=ct\partial _{y}+{\frac {1}{c}}y\partial _{t},\quad {\hat {L}}_{z}=ct\partial _{z}+{\frac {1}{c}}z\partial _{t}},
{\displaystyle \ {\hat {R}}_{x}=y\partial _{z}-z\partial _{y},\quad {\hat {R}}_{y}=z\partial _{x}-x\partial _{z},\quad {\hat {R}}_{z}=x\partial _{y}-y\partial _{x}}.
Далі, оператор інфінітезимального перетворення, що відповідає генератору трансляцій {\displaystyle \ x^{\alpha }{'}=x^{\alpha }+a^{\alpha }=f_{\alpha }}, має вигляд (множник {\displaystyle \ i} введений для ермітовості оператора) 
{\displaystyle \ {\hat {P}}_{\alpha }=i{\frac {\partial f_{\alpha }}{\partial a^{\beta }}}\partial _{\beta }=i\delta _{\alpha \beta }\partial _{\beta }=i\partial _{\alpha }}.
Із структури операторів видно, що вони утворюють компоненти антисиметричного 4-тензора
{\displaystyle \ {\hat {J}}_{\alpha \beta }=i(x_{\alpha }\partial _{\beta }-x_{\beta }\partial _{\alpha })=x_{\alpha }{\hat {P}}_{\beta }-x_{\beta }{\hat {P}}_{\alpha }={\begin{pmatrix}0&{\hat {L}}_{x}&{\hat {L}}_{y}&{\hat {L}}_{z}\\-{\hat {L}}_{x}&0&-{\hat {R}}_{z}&{\hat {R}}_{y}\\-{\hat {L}}_{y}&{\hat {R}}_{z}&0&-{\hat {R}}_{x}\\-{\hat {L}}_{z}&-{\hat {R}}_{y}&{\hat {R}}_{x}&0\end{pmatrix}}},
де враховано, що 4-радіус-вектор - контраваріантний, а 4-вектор похідної - коваріантний.
Тепер можна перейти до алгебри групи Пуанкаре. Генераторами алгебри є, таким чином, оператори {\displaystyle \ {\hat {J}}_{\alpha \beta },{\hat {\mathbf {P} }}}. Отже, алгебра Пуанкаре - алгебра виду
{\displaystyle \ [{\hat {P}}_{\alpha },{\hat {P}}_{\beta }]=0,\quad [{\hat {P}}_{\alpha },{\hat {J}}_{\beta \gamma }]=i(g_{\alpha \beta }{\hat {P}}_{\gamma }-g_{\alpha \gamma }{\hat {P}}_{\beta }),\quad [{\hat {J}}_{\alpha \beta },{\hat {J}}_{\gamma \delta }]=i\left(-g_{\alpha \delta }{\hat {J}}_{\gamma \beta }+g_{\beta \gamma }{\hat {J}}_{\alpha \delta }+g_{\alpha \gamma }{\hat {J}}_{\delta \beta }-g_{\beta \delta }{\hat {J}}_{\alpha \gamma }\right)}.

## Оператори Казиміра групи. Загальні властивості алгебри
Тепер можна знайти оператори Казиміра. Один із них - тривіальний і є квадратом 4-імпульсу {\displaystyle \ {\hat {P}}^{\alpha }{\hat {P}}_{\alpha }}: дійсно,
{\displaystyle \ [{\hat {P}}_{\alpha },{\hat {P}}_{\beta }{\hat {P}}^{\beta }]=2[{\hat {P}}_{\alpha },{\hat {P}}_{\beta }]{\hat {P}}^{\beta }=0},
{\displaystyle \ [{\hat {J}}_{\alpha \beta },{\hat {P}}_{\gamma }{\hat {P}}^{\gamma }]=2[x_{\alpha },{\hat {P}}_{\gamma }]{\hat {P}}^{\gamma }{\hat {P}}_{\beta }-2[x_{\beta },{\hat {P}}_{\gamma }]{\hat {P}}^{\gamma }{\hat {P}}_{\alpha }=-2i(g_{\alpha \gamma }{\hat {P}}^{\gamma }{\hat {P}}_{\beta }-g_{\gamma \beta }{\hat {P}}^{\gamma }{\hat {P}}_{\alpha })=0}.
Для знаходження іншого можна ввести оператор Паулі-Любанського:
{\displaystyle \ {\hat {W}}^{\alpha }={\frac {1}{2}}\varepsilon ^{\alpha \beta \gamma \delta }{\hat {J}}_{\beta \gamma }{\hat {P}}_{\delta }}. 
громіздкі викладки дозволяють отримати
{\displaystyle \ [{\hat {W}}_{\beta },{\hat {P}}_{\alpha }]=0,\quad [{\hat {W}}_{\mu },{\hat {J}}_{\kappa \lambda }]=i\left({\hat {W}}_{\lambda }g_{\mu \kappa }-{\hat {W}}_{\kappa }g_{\mu \lambda }\right),\quad [{\hat {W}}_{\alpha },{\hat {W}}_{\kappa }]=i\varepsilon _{\alpha \beta \kappa \delta }{\hat {W}}^{\beta }{\hat {P}}^{\delta }},
{\displaystyle \ {\hat {W}}_{\lambda }{\hat {W}}^{\lambda }={\hat {N}}_{\alpha }{\hat {N}}^{\alpha }-{\frac {1}{2}}{\hat {P}}_{\gamma }{\hat {P}}^{\gamma }{\hat {J}}_{\alpha \beta }{\hat {J}}^{\alpha \beta },\quad [{\hat {J}}_{\alpha \beta },{\hat {W}}_{\lambda }{\hat {W}}^{\lambda }]=0,\quad [{\hat {P}}_{\alpha },{\hat {W}}_{\lambda }{\hat {W}}^{\lambda }]=0}.
У загальному випадку, комутатор будь-якого трансляційно інваріантного 4-оператора та інфінітезимального оператору трансляцій {\displaystyle \ {\hat {P}}_{\alpha }} рівен нулю. Нулю також рівен комутатор 4-згортки одноіндексних операторів та {\displaystyle \ {\hat {J}}_{\alpha \beta }}, а його комутатор {\displaystyle \ [{\hat {J}}_{\alpha \beta },{\hat {A}}_{\gamma }]} із будь-яким 4-вектором {\displaystyle \ {\hat {A}}_{\gamma }} завжди буде рівен {\displaystyle \ i(g_{\gamma \beta }{\hat {A}}_{\gamma }-g_{\gamma \alpha }{\hat {A}}_{\beta })}, оскільки {\displaystyle \ {\hat {J}}_{\alpha \beta }} визначає операторне представлення генераторів матриці перетворень групи Лоренца (скалярний оператор жє інваріантним по відношенню до перетворення, а 4-оператор перетворюється у відповідності до структури генераторів).

## Зв'язок із фізикою. Одночастинкові стани

### Орбітальний момент імпульсу та спін
У рамках Спеціальній теорії відносності був отриманий тензор моменту імпульсу, 
{\displaystyle \ L_{\alpha \beta }=(x_{\alpha }p_{\beta }-x_{\beta }p_{\alpha })={\begin{pmatrix}0&-G_{x}&-G_{y}&-G_{z}\\G_{x}&0&L_{z}&-L_{y}\\G_{y}&-L_{z}&0&L_{x}\\G_{z}&L_{y}&-L_{x}&0\end{pmatrix}}},
де 
{\displaystyle \ \mathbf {L} =[\mathbf {r} \times \mathbf {p} ],\quad \mathbf {G} ={\frac {E}{c}}\mathbf {r} -ct\mathbf {p} } - 
вектори моменту імпульсу та центру енергії відповідно. При використанні формалізму квантової механіки {\displaystyle \ p_{\alpha }=i\hbar \partial _{\alpha }}, і вирази двох тензорів збігаються з точністю до множника {\displaystyle \ \hbar }. 
Можна зробити невеликий відступ щодо моменту імпульсу у квантовій механіці. Із викладок, наведених вище, очевидно, що оператор 3-вектора моменту імпульсу у квантовій механіці має компоненти, що відповідають операторному представленню генераторів тривимірних обертань. Це означає, що оператор моменту імпульсу має послідовність {\displaystyle \ 2l+1} власних чисел виду {\displaystyle \ l,l-1,...,-l}. Проте в силу координатного (і звідного) представлення оператору моменту імпульсу власні значення можуть бути лише цілими. 
Величина {\displaystyle \ j_{1}+j_{2}}, що відповідає незвідному представленню генератора обертань {\displaystyle \ {\hat {\mathbf {R} }}_{3}} і характеризує трансформаційні властивості поля по відношенню до групи Лоренца (див. розділ "Класифікація полів..." статті Група Лоренца), може набувати як цілих, так і напівцілих значень. Проте вона також відповідає моменту імпульсу. Отже, вона не пов'язана із обертанням, а є характеристикою об'єкта типу заряду і, водночас, визначає трансформаційні властивості об'єкта по відношенню до перетворень Лоренца та поворотів. Оператори спіну {\displaystyle \ {\hat {\mathbf {S} }}} та орбітального моменту імпульсу {\displaystyle \ {\hat {\mathbf {L} }}} мають однакову алгебру, оскільки є представленнями генератору 3-обертів. 
Оператор Паулі-Любанського із введенням квантового спіну характеризує спін частинки: повний момент імпульсу можна представити як {\displaystyle \ {\hat {J}}_{\alpha \beta }={\hat {L}}_{\alpha \beta }+{\hat {S}}_{\alpha \beta }}, де {\displaystyle \ {\hat {S}}_{\alpha \beta }} є оператором спіну, а {\displaystyle \ {\hat {L}}_{\alpha \beta }} - оператором орбітального моменту {\displaystyle \ x_{\alpha }{\hat {P}}_{\beta }-x_{\beta }{\hat {P}}_{\alpha }}. 

### Власні числа операторів Казиміра групи та їх зв'язок із фізичним станом частинки
Оператори Казиміра (точніше, їх власні числа) групи характеризують її незвідні представлення. Власні числа операторів Казиміра групи Пуанкаре характеризують масу та спін частинки. Дійсно, відповідно до фізичного змісту оператору 4-імпульсу та релятивістського зв'язку маси та енергії-імпульсу, при дії на довільну функцію-стан системи
{\displaystyle \ {\hat {P}}_{\alpha }{\hat {P}}^{\alpha }\psi =m^{2}\psi },
де {\displaystyle \ m^{2}} - квадрат маси частинки. 
Далі, квадрат оператору Любанського-Паулі у системі, в якій просторовий імпульс частинки рівен нулю (для просторових компонент {\displaystyle \ {\hat {P}}_{i}\psi _{\mathbf {p} =0}=0}, і при діагональному вигляді операторів імпульсу {\displaystyle \ {\hat {P}}_{\mu }=(m,0,0,0)}), при дії на функцію стану дає
{\displaystyle \ {\hat {W}}_{\lambda }{\hat {W}}^{\lambda }\psi _{\mathbf {p} =0}=\left({\hat {S}}_{\alpha \beta }{\hat {P}}^{\beta }{\hat {S}}^{\alpha \gamma }{\hat {P}}_{\gamma }-{\frac {1}{2}}{\hat {P}}_{\delta }{\hat {P}}^{\delta }{\hat {S}}_{\rho \varepsilon }{\hat {S}}^{\rho \varepsilon }\right)\psi =\left({\hat {S}}_{\alpha 0}{\hat {P}}^{0}{\hat {S}}^{\alpha 0}{\hat {P}}_{0}-{\frac {1}{2}}{\hat {P}}_{0}{\hat {P}}^{0}{\hat {S}}_{\rho \varepsilon }{\hat {S}}^{\rho \varepsilon }\right)\psi _{\mathbf {p} =0}=m^{2}\left(-{\hat {\mathbf {G} }}^{2}-{\frac {1}{2}}2\left({\hat {\mathbf {S} }}^{2}-{\hat {\mathbf {G} }}^{2}\right)\right)\psi _{\mathbf {p} =0}=}
{\displaystyle \ =-m^{2}s(s+1)\psi _{\mathbf {p} =0}},
де {\displaystyle \ s} - спінове квантове число. 
В силу інваріантності оператора Казиміра відносно трансляцій та перетворень групи Лоренца це власне число не залежить від вибору системи відліку, тобто {\displaystyle \ {\hat {W}}_{\lambda }{\hat {W}}^{\lambda }\psi _{\mathbf {p} }=-m^{2}s(s+1)\psi _{\mathbf {p} }}. Отже, в силу характеристики незвідного представлення групи операторами Казиміра можна стверджувати, що незвідні представлення групи Пуанкаре описують частинку. Для подальших пояснень можна розглянути представлення у залежності від маси {\displaystyle \ m}.

### Класифікація Вігнера представлень групи
1. {\displaystyle \ m^{2}>0}. Власні значення ненульові. Стан характеризується квадратами маси {\displaystyle \ m^{2}} та спіну {\displaystyle \ m^{2}s(s+1)}. Стани відрізняються значенням проєкції спіну на задану вісь (найчастіше обирають вісь z), {\displaystyle \ s,s-1,...,-s} (таким чином, є {\displaystyle \ 2s+1} спінових ступенів свободи), і неперервними власними значеннями компонент 4-оператора {\displaystyle \ {\hat {P}}_{\mu }}. Отже, представлення відповідають частинці маси {\displaystyle \ m}, спіну {\displaystyle \ s}, імпульсу {\displaystyle \ p_{i}} та проєкції спіну на напрямок руху {\displaystyle \ s_{3}}.
2. {\displaystyle \ m^{2}=0}. Власні значення обох операторів Казиміра нульові. Тому кожен із відповідних векторів є світоподібним. Окрім того, {\displaystyle \ {\hat {W}}_{\mu }{\hat {P}}^{\mu }=0}. Це означає, що оператори повинні бути пропорційними: {\displaystyle \ {\hat {W}}_{\mu }=\lambda {\hat {P}}_{\mu }}. Справді, тоді рівність нулю скалярного добутку тотожно задовольняється: {\displaystyle \ {\hat {W}}_{\mu }{\hat {P}}^{\mu }\psi =\lambda {\hat {W}}_{\mu }{\hat {W}}^{\mu }\psi =0}. Отже, стан однієї безмасової частинки характеризується одним числом {\displaystyle \ \lambda }. Воно має розмірність моменту імпульсу і називається спіральністю. 
3. {\displaystyle \ {\hat {P}}_{\mu }{\hat {P}}^{\mu }} дорівнює нулю, проте спін набуває неперервних значень. Довжина вектора Паулі—Любанського {\displaystyle \ {\hat {W}}_{\mu }{\hat {W}}^{\mu }} набуває від'ємних значень. Такий тип представлення описує частинку з нульовою масою та нескінченним числом станів поляризації, що індукуються неперервним спіном.